# Aphyonus
Genre
Aphyonus est un genre de poissons abyssaux de la famille des Aphyonidae.

## Répartition
Les espèces d’Aphyonus sont réparties dans les zones tropicales et subtropicales de tous les océans.

## Description
Les espèces d’Aphyonus mesurent généralement au moins 25 cm et ont des yeux difficilement visibles, voire invisibles de l'extérieur.

## Biologie
Les poissons appartenant au genre Aphyonus sont abyssaux et vivent donc entre 900 et 5 000 m de profondeur. De ce fait, le genre ne présente aucun intérêt pour la pêche et est de toute façon peu commun (pour Aphyonus gelatinosus) ou rare dans le cas des autres espèces.

## Liste des espèces
Selon World Register of Marine Species (26 novembre 2024) :
- Aphyonus brevidorsalis Nielsen, 1969
- Aphyonus gelatinosus Günther, 1878
- Aphyonus rassi Nielsen, 1975

Auxquelles GBIF (26 novembre 2024) ajoute :
- Aphyonus bolini Nielsen, 1974

## Systématique
Le nom valide complet (avec auteur) de ce taxon est Aphyonus Günther, 1878. 
Le genre a été créé  en 1878 par le zoologiste, herpétologiste et ichtyologiste britannique d'origine allemande Albert Günther (1830-1914).

### Étymologie
Le nom générique, Aphyonus, est la combinaison de aphya dérivé du grec ancien et signifiant « anchois ou petit poisson translucide » et de onus, probablement une latinisation d'onos, un nom datant d'Aristote, se référant à l'origine à Phycis blennoides (poisson de la famille des Gadidae) mais souvent appliqué par erreur à Merluccius merluccius (famille des Merlucciidae) et donc utilisé plusieurs fois par Günther comme suffixe pour les poissons ressemblant au Merlu commun.

### Publication originale
- (en) Albert Günther, « Preliminary notices of Deep-Sea Fishes collected during the Voyage of H.M.S. ‘Challenger.’ », Annals and Magazine of Natural History, Londres, Taylor & Francis, vol. 2, no 7,‎ juillet 1878, p. 17–28 (ISSN 0374-5481, OCLC 1481361, DOI 10.1080/00222937808682376, lire en ligne).